# Mohammed Ali Bemammer
Mohammed Ali Bemammer (arabisch محمد علي بامعمر, DMG Muḥammad ʿAlī Bāmuʿammar; geb. 19. November 1989) ist ein marokkanischer Fußballspieler.

## Karriere

### Klub
Er wechselte zur Saison 2014/15 von MAS Fes zu Raja Casablanca. Von dort wurde er im Dezember 2015 dann schon an Difaâ El Jadida transferiert, wo er bis zum Ende der Spielzeit 2018/19 aktiv war. Danach wechselte er zu FAR Rabat und im November 2020 weiter zu IR Tanger. Seit der Spielzeit 2022/23 ist er wieder zurück bei MAS Fes.

### Nationalmannschaft
Seinen ersten bekannten Einsatz für die marokkanische A-Nationalmannschaft hatte er am 13. Juli 2013 bei einem 0:0 gegen Tunesien, während der Qualifikation für die Afrikanische Nationenmeisterschaft 2014. Wo er in der 54. Minute für Abdessamad El Moubarki eingewechselt wurde. Nach zwei weiteren Einsätzen 2013, folgten weitere erst im Jahr 2021, wo er bei der Afrikanischen Nationenmeisterschaft spielte und mit seiner Mannschaft das Turnier gewann. Später im Jahr war er dann noch beim FIFA-Arabien-Pokal 2021, wo er es mit seinem Team bis ins Viertelfinale schaffte.